# آشور بيت سركيس
آشور بيت سرگيس (بالسريانية: ܐܫܘܪ ܒܝܬ ܣܪܓܝܤ)‏، هو مغني وملحن آشوري عراقي حاز على شهرة بين الآشوريين/السريان/الكلدان لأغانيه القومية التي تميّز بها.

## بداياته
ولد آشور بيت سرگيس في مدينة بغداد وقد تعلم منذ طفولته العزف على آلة البيانو فكان يعزف في كنيستهِ المحلية في بغداد. وخلال فترة المراهقة بدأ بكتابة الأغاني القومية متأثراً بأسلوب إيوان أغاسي وملكا بيبا الكلاسيكي.
هاجر بعد انقلاب عام 1968 إلى الولايات المتحدة فاستقر بهِ المطاف في مدينة شيكاغو. وهناك أسس فرقة "East Bird Band" وأطلق أول ألبوماته. ثم سافر بعدها إلى إيران حيث تأثر بالموسيقى المنتشرة هناك قبل سقوط الشاه وقبل استقراره في لوس أنجلس.
غالباً ما قام آشور بيت سرگيس بتلحين وكتابة كلمات أغانيهِ بنفسهِ، كما لحن بعض أشعار فريدون آتورايا. وقد عرف بتأييده للحركة الديمقراطية الآشورية ودعمها في حملاتها الانتخابية منذ سقوط نظام صدام حسين. كما يشارك بشكل سنوي في احتفالات خا بنيسان في سهل نينوى.
يقيم آشور بيث سرگيس حالياً في فينيكس بالولايات المتحدة.